# Eerste Bulgaarse Rijk
Het Eerste Bulgaarse Rijk (Bulgaars: Първо Българско царство, Părvo Bălgarsko Tsarstvo) was van 681 tot 1018 een staat in de Donaudelta. Deze staat hield op te bestaan in 1018 doordat het gebied geannexeerd werd door het Byzantijnse Rijk. Op zijn hoogtepunt strekte het rijk zich uit van Boedapest tot aan de Zwarte Zee en van de Dnjepr tot aan de Adriatische Zee. 
Na het ineenstorten van het Eerste Rijk der Göktürken kwamen de Khazaren aan de macht, die op hun beurt het Groot-Bulgaarse Rijk in het zuiden van het huidige Rusland versloegen en een deel van de Turkse stam der Proto-Bulgaren naar het westen verdreven. Op hun beurt verdreven zij de Avaren. Een deel van de Proto-Bulgaren had zich onder Asparuch aan de benedenloop van de Donau gevestigd en zij stichtten een nieuw rijk.
De opvolger van Asparuch, Tervel, hielp de Byzantijnse keizer Justinianus II Rhinotmetos terug op de troon, en dankzij zijn steun hielp hij de Byzantijnen aan de overwinning op de Arabieren tijdens het Beleg van Constantinopel (717-718). Hierbij behoedden de Bulgaren Oost-Europa voor een islamitische verovering. Voor deze daad kreeg Tervel de titel  Caesar, de eerste buitenlandse vorst die deze titel ontving.
Later zorgde de coalitie ervoor dat het Avaarse Rijk zich niet kon uitbreiden op de Pannonische vlakte en het Tatragebergte. Het Bulgaarse Rijk diende hierbij als bufferstaat tegen nomadische invallen vanuit het oosten tijdens de zogenaamde tweede golf van de Grote Volksverhuizing. De Petsjenegen en de Kumanen werden in Noordoost Bulgarije tegengehouden en de Magyaren moesten zich na een nederlaag in 896 terugtrekken op de Pannonische vlakte.
De Bulgaren veroverden tijdens de Byzantijns-Bulgaarse oorlogen de Slavische gebieden Thracië en Macedonië. Na de nederlaag van het Bulgaarse leger in 977 bij de Slag bij Anchialus stond het Bulgaarse Rijk op de rand van de afgrond. Het Eerste Bulgaarse Rijk eindigde ten slotte in 1018, na de annexatie door het Byzantijnse Rijk. De Bulgaren wisten het juk van het Byzantijnse Rijk in 1185 echter weer af te werpen, waarna zij in 1185 het Tweede Bulgaarse Rijk stichtten.